# Astros de Jalisco
Los Astros de Jalisco es un club de baloncesto profesional que participa en la Liga Nacional de Baloncesto Profesional y en el Circuito de Baloncesto de la Costa del Pacífico con sede en Guadalajara, Jalisco, México. Además tiene equipo femenil que participa en la Liga Nacional de Baloncesto Profesional Femenil.

## Historia
Los Astros de Jalisco debutaron en la Liga Nacional de Baloncesto Profesional de México en la temporada 2019-2020. Han conseguido 2 subcampeonatos, en el 2021 y en el 2022.
Astros de Jalisco debutó en el Circuito de Baloncesto de la Costa del Pacífico en la temporada 2022 así como Astros de Jalisco Femenil hizo lo propio en la Liga Nacional de Baloncesto Profesional Femenil también en la temporada 2022.
El 12 de julio de 2022 conquistaron su primer título como franquicia del baloncesto nacional tras coronarse en CIBACOPA. Ocho días después, el 20 de julio se convierten en el primer campeón de la Liga Nacional de Baloncesto Profesional Femenil.
El 26 de junio de 2023 consiguen el bicampeonato de CIBACOPA cuando apenas cuentan con un par de temporadas dentro de esta liga.

## Gimnasio
Los Astros de Jalisco juegan en la Arena Astros con una capacidad para 3,509 aficionados.

## Jugadores

### Roster LNBP
| Astros de Jalisco LNBP Temporada 2025 |    |                                    |                                         |
| C U E R P O T É C N I C O             |    |                                    |                                         |
| Entrenador                            |    | Bandera de España                  | Iván Eduardo Déniz O'Donnell            |
| Asistente                             |    | Bandera de España                  | Antonio Herrera Cabello                 |
| Asistente                             |    | Bandera de Argentina               | Federico Corbaz                         |
| Asistente                             |    | Bandera de México                  | Mario Francisco Saucedo Olivera         |
| J U G A D O R E S                     |    |                                    |                                         |
| Escolta                               | 0  | Bandera de Estados Unidos          | Karim Scott Rodríguez Carrasco          |
| Ala-Pívot                             | 3  | Bandera de Estados Unidos          | Zwencyl DeVonte Upson                   |
| Base                                  | 7  | Bandera de México                  | Moisés Emilio Andriassi Quintana        |
| Alero                                 | 8  | Bandera de México                  | Luis Antonio Álvarez Montoya (Inactivo) |
| Base                                  | 9  | Bandera de México                  | Diego Armando Willis Orozco             |
| Base                                  | 11 | Bandera de Estados Unidos          | Armani Mandel Chaney                    |
| Base                                  | 12 | Bandera de Bosnia y Herzegovina    | Donell Cooper II                        |
| Alero                                 | 15 | Bandera de Estados Unidos          | Devin Davis                             |
| Base                                  | 23 | Bandera de Estados Unidos          | Hakim Hart Jr. (Baja)                   |
| Ala-Pívot                             | 25 | Bandera de Estados Unidos          | Wesley Jamaal Gordon                    |
| Escolta                               | 26 | Bandera de la República Dominicana | Rigoberto Mendoza De La Rosa            |
| Ala-pívot                             | 32 | Bandera de México                  | Raúl Fernando Olalde Vázquez            |
| Pívot                                 | 33 | Bandera de Nigeria                 | Olisa Blaise Akonobi (Baja)             |
| Alero                                 | 40 | Bandera de Estados Unidos          | Chavaughn Lewis                         |
| Pívot                                 | 50 | Bandera de Estonia                 | Karl Andrés Matute Perner               |
| = Capitán                             |    |                                    |                                         |
| = Lesionado                           |    |                                    |                                         |

 =  Cuenta con nacionalidad mexicana. 

### Roster CIBACOPA
| Astros de Jalisco CIBACOPA Temporada 2025 |    |                           |                                    |
| C U E R P O T É C N I C O                 |    |                           |                                    |
| Entrenador                                |    | Bandera de España         | Iván Eduardo Déniz O'Donnell       |
| Asistente                                 |    | Bandera de España         | Antonio Herrera Cabello            |
| Asistente                                 |    | Bandera de Argentina      | Federico Corbaz                    |
| Asistente                                 |    | Bandera de México         | Mario Francisco Saucedo Olivera    |
| J U G A D O R E S                         |    |                           |                                    |
| Alero                                     | 0  | Bandera de Estados Unidos | Tre Darius De Mario McCallum       |
| Ala-pívot                                 | 1  | Bandera de Estados Unidos | Decensae Xavier White (Baja)       |
| Ala-pívot                                 | 2  | Bandera de México         | Jonathan Humberto Machado Tamez    |
| Base                                      | 3  | Bandera de Estados Unidos | Mikhael Alexander Mercado McKinney |
| Base                                      | 4  | Bandera de Estados Unidos | Ardarryl Lajuane Clay Jr.          |
| Base                                      | 7  | Bandera de México         | Moisés Emilio Andriassi Quintana   |
| Alero                                     | 8  | Bandera de México         | Luis Antonio Álvarez Montoya       |
| Escolta/Alero                             | 9  | Bandera de Estados Unidos | Traveon Keirr Maddox Jr. (Baja)    |
| Ala-Pívot                                 | 10 | Bandera de Estados Unidos | Bryan Christopher Jefferson        |
| Base                                      | 11 | Bandera de Estados Unidos | Armani Mandel Chaney               |
| Alero                                     | 12 | Bandera de México         | Gustavo Franco Ornelas (Baja)      |
| Escolta                                   | 12 | Bandera de Estados Unidos | Karim Scott Rodríguez Carrasco     |
| Base                                      | 13 | Bandera de Estados Unidos | Jaron Michael Martin (Inactivo)    |
| Escolta                                   | 15 | Bandera de Estados Unidos | Malachi Lewis Richardson (Baja)    |
| Pívot                                     | 21 | Bandera de Estados Unidos | Makhi Ahkim Mitchell               |
| Ala-Pívot/Pívot                           | 22 | Bandera de Estados Unidos | Harvey Jerai Grant IV              |
| Pívot                                     | 24 | Bandera de México         | Felipe Hernández López (Inactivo)  |
| Pívot                                     | 34 | Bandera de Estados Unidos | Immanuel Domonick Bates (Baja)     |
| Pívot                                     | 45 | Bandera de Estados Unidos | William Javonta Brown (Baja)       |
| Pívot                                     | 50 | Bandera de Estonia        | Karl Andrés Matute Perner          |
| = Capitán                                 |    |                           |                                    |
| = Lesionado                               |    |                           |                                    |

 =  Cuenta con nacionalidad mexicana. 

### Roster LNBP Femenil
| Astros de Jalisco Femenil Temporada 2023 |    |                           |                                     |
| C U E R P O T É C N I C O                |    |                           |                                     |
| Entrenador                               |    | Bandera de México         | Johathan Ricardo Villegas Flores    |
| Asistente                                |    | Bandera de España         | Alejandro Gómez Haro                |
| J U G A D O R A S                        |    |                           |                                     |
| Alera/Ala-pívot                          | 1  | Bandera de Estados Unidos | Jaelyn Brown (Baja)                 |
| Base/ Escolta                            | 1  | Bandera de Francia        | Lisa Berkani                        |
| Ala-pívot                                | 2  | Bandera de Estados Unidos | Chelsea Keiana Nelson (Baja)        |
| Base/ Escolta                            | 7  | Bandera de México         | Paulina Rodríguez Meza              |
| Escolta/Alero                            | 9  | Bandera de México         | Brisa Margarita Silva Rodríguez     |
| Escolta/Alera                            | 10 | Bandera de México         | Claudia Ramos Gutiérrez             |
| Alero                                    | 13 | Bandera de México         | Mayra Gil Ramírez                   |
| Alero/Ala-pívot                          | 14 | Bandera de México         | Patricia López Gutiérrez (Inactiva) |
| Base/ Escolta                            | 21 | Bandera de Estados Unidos | Brooke Michelle McCarty-Williams    |
| Pívot                                    | 22 | Bandera de Polonia        | Amalia Rembiszewska                 |
| Escolta                                  | 23 | Bandera de Estados Unidos | Alexis Prince (Baja)                |
| Escolta                                  | 24 | Bandera de Guyana         | Joy Alexis Brown-Adams              |
| Pívot                                    | 34 | Bandera de Estados Unidos | Imani Trishawn McGee-Stafford       |
| Pívot                                    | 42 | Bandera de Estados Unidos | Jewel Tunstull                      |
| Ala-pívot                                | 91 | Bandera de México         | Frida Kiara García Velázquez        |
| Ala-pívot                                | 99 | Bandera de México         | Montserrat Oñate Aguilar            |
| = Capitán                                |    |                           |                                     |

 =  Cuenta con nacionalidad mexicana. 

### Roster Campeón CIBACOPA2022
A continuación se muestra tanto al roster de jugadores, como al cuerpo técnico, que participó con Astros de Jalisco en el primer campeonato de su historia. 
Actualizado al 12 de julio de 2022.
| Astros de Jalisco CIBACOPA Temporada 2022 |    |                           |                                         |
| C U E R P O T É C N I C O                 |    |                           |                                         |
| Entrenador                                |    | Bandera de España         | Alejandro Formento Sánchez              |
| Asistente                                 |    | Bandera de México         | Horacio Llamas Gray                     |
| J U G A D O R E S                         |    |                           |                                         |
| Escolta                                   | 0  | Bandera de Estados Unidos | Karim Scott Rodríguez Carrasco          |
| Escolta                                   | 1  | Bandera de Estados Unidos | LaGerald Montrell Vick                  |
| Base                                      | 3  | Bandera de Estados Unidos | Javion Blake                            |
| Base                                      | 4  | Bandera de Estados Unidos | Ricky Alonzo Price Jr. (Baja)           |
| Alero/Ala-Pívot                           | 5  | Bandera de México         | Irwin Raúl Ávalos Bonilla               |
| Alero                                     | 8  | Bandera de México         | Luis Antonio Álvarez Montoya (Inactivo) |
| Base                                      | 9  | Bandera de México         | Iván de Jesús Bernal Ávila              |
| Ala-Pívot                                 | 10 | Bandera de México         | Jonathan Humberto Machado Tamez         |
| Alero                                     | 11 | Bandera de México         | Ricardo Cerda Flores (Inactivo)         |
| Pívot                                     | 13 | Bandera de México         | Felipe Hernández López                  |
| Base                                      | 16 | Bandera de México         | Moisés Emilio Andriassi Quintana        |
| Alero                                     | 21 | Bandera de Estados Unidos | Jordan Devaughn Loveridge               |
| Escolta                                   | 22 | Bandera de Estados Unidos | Michael Justice Smith                   |
| Base/Escolta                              | 23 | Bandera de Estados Unidos | Toure' Ahmad Khalid-Murry (Baja)        |
| Escolta                                   | 24 | Bandera de México         | Omar de Haro Gutiérrez                  |
| Alero                                     | 31 | Bandera de México         | José Fabián Díaz Torres (Inactivo)      |
| Pívot                                     | 40 | Bandera de Estados Unidos | Matthew Harrison Stainbrook             |
| Alero                                     | 91 | Bandera de México         | Héctor Antonio Oroz Bojorquez           |
| = Capitán                                 |    |                           |                                         |
| = Lesionado                               |    |                           |                                         |

 =  Cuenta con nacionalidad mexicana. 

### Roster Campeón CIBACOPA2023
A continuación se muestra tanto al roster de jugadores, como al cuerpo técnico, que participó con Astros de Jalisco en su primer bicampeonato. 
Actualizado al 26 de junio de 2023.
| Astros de Jalisco CIBACOPA Temporada 2023 |    |                           |                                     |
| C U E R P O T É C N I C O                 |    |                           |                                     |
| Entrenador                                |    | Bandera de Argentina      | Ariel Rearte (Baja)                 |
| Entrenador                                |    | Bandera de España         | Jorge Elorduy Astigarraga           |
| Asistente                                 |    | Bandera de México         | Mario Francisco Saucedo Olvera      |
| Asistente                                 |    | Bandera de México         | Horacio Llamas Gray                 |
| J U G A D O R E S                         |    |                           |                                     |
| Escolta                                   | 0  | Bandera de Estados Unidos | Karim Scott Rodríguez Carrasco      |
| Escolta                                   | 1  | Bandera de Estados Unidos | LaGerald Montrell Vick              |
| Base                                      | 2  | Bandera de Estados Unidos | Shamorie Saequan Ponds              |
| Escolta                                   | 3  | Bandera de México         | Gustavo Rudel Lamadrid López        |
| Escolta                                   | 4  | Bandera de Estados Unidos | Aarón Michael Valdés                |
| Ala-Pívot                                 | 5  | Bandera de Nigeria        | Emmanuel Omogbo (Baja)              |
| Base                                      | 5  | Bandera de Estados Unidos | Jerime Anthony Anderson             |
| Escolta                                   | 6  | Bandera de México         | Brayan Antonio Reynaga Rubio (Baja) |
| Base                                      | 7  | Bandera de México         | Moisés Emilio Andriassi Quintana    |
| Alero                                     | 8  | Bandera de México         | Irwin Raúl Ávalos Bonilla (Baja)    |
| Alero/Ala-Pívot                           | 9  | Bandera de México         | Jorge Carlos De la Serna Delgado    |
| Ala-pívot                                 | 10 | Bandera de México         | Jonathan Humberto Machado Tamez     |
| Alero                                     | 11 | Bandera de Estados Unidos | Chaqwan Isaiah Whaley               |
| Escolta                                   | 12 | Bandera de México         | Kenneth Abraham Murillo Corona      |
| Pívot                                     | 13 | Bandera de México         | Fernando de Jesús Benítez Gómez     |
| Alero                                     | 21 | Bandera de Estados Unidos | Jordan Devaughn Loveridge           |
| Escolta                                   | 24 | Bandera de México         | Omar De Haro Gutiérrez (Inactivo)   |
| Ala-pívot                                 | 32 | Bandera de Estados Unidos | Decensae Xavier White (Baja)        |
| Base                                      | 71 | Bandera de México         | Pedro Gonzalo Leal Cruz (Inactivo)  |
| = Capitán                                 |    |                           |                                     |
| = Lesionado                               |    |                           |                                     |

 =  Cuenta con nacionalidad mexicana. 

### Roster Campeón CIBACOPA2025
A continuación se muestra tanto al roster de jugadores, como al cuerpo técnico, que participó con Astros de Jalisco en su tercer campeonato. 
Actualizado al 1 de julio de 2025.
| Astros de Jalisco CIBACOPA Temporada 2025 |    |                           |                                    |
| C U E R P O T É C N I C O                 |    |                           |                                    |
| Entrenador                                |    | Bandera de España         | Iván Eduardo Déniz O'Donnell       |
| Asistente                                 |    | Bandera de España         | Antonio Herrera Cabello            |
| Asistente                                 |    | Bandera de Argentina      | Federico Corbaz                    |
| Asistente                                 |    | Bandera de México         | Mario Francisco Saucedo Olivera    |
| J U G A D O R E S                         |    |                           |                                    |
| Alero                                     | 0  | Bandera de Estados Unidos | Tre Darius De Mario McCallum       |
| Ala-pívot                                 | 1  | Bandera de Estados Unidos | Decensae Xavier White (Baja)       |
| Ala-pívot                                 | 2  | Bandera de México         | Jonathan Humberto Machado Tamez    |
| Base                                      | 3  | Bandera de Estados Unidos | Mikhael Alexander Mercado McKinney |
| Base                                      | 4  | Bandera de Estados Unidos | Ardarryl Lajuane Clay Jr.          |
| Base                                      | 7  | Bandera de México         | Moisés Emilio Andriassi Quintana   |
| Alero                                     | 8  | Bandera de México         | Luis Antonio Álvarez Montoya       |
| Escolta/Alero                             | 9  | Bandera de Estados Unidos | Traveon Keirr Maddox Jr. (Baja)    |
| Ala-Pívot                                 | 10 | Bandera de Estados Unidos | Bryan Christopher Jefferson        |
| Base                                      | 11 | Bandera de Estados Unidos | Armani Mandel Chaney               |
| Alero                                     | 12 | Bandera de México         | Gustavo Franco Ornelas (Baja)      |
| Escolta                                   | 12 | Bandera de Estados Unidos | Karim Scott Rodríguez Carrasco     |
| Base                                      | 13 | Bandera de Estados Unidos | Jaron Michael Martin (Inactivo)    |
| Escolta                                   | 15 | Bandera de Estados Unidos | Malachi Lewis Richardson (Baja)    |
| Pívot                                     | 21 | Bandera de Estados Unidos | Makhi Ahkim Mitchell               |
| Ala-Pívot/Pívot                           | 22 | Bandera de Estados Unidos | Harvey Jerai Grant IV              |
| Pívot                                     | 24 | Bandera de México         | Felipe Hernández López (Inactivo)  |
| Pívot                                     | 34 | Bandera de Estados Unidos | Immanuel Domonick Bates (Baja)     |
| Pívot                                     | 45 | Bandera de Estados Unidos | William Javonta Brown (Baja)       |
| Pívot                                     | 50 | Bandera de Estonia        | Karl Andrés Matute Perner          |
| = Capitán                                 |    |                           |                                    |
| = Lesionado                               |    |                           |                                    |

 =  Cuenta con nacionalidad mexicana. 

### Roster Campeón LNBP Femenil2022
A continuación se muestra tanto al roster de jugadoras, como al cuerpo técnico, que participó con Astros de Jalisco en el primer campeonato femenil de su historia. 
Actualizado al 20 de julio de 2022.
| Astros de Jalisco Femenil Temporada 2022 |    |                           |                                       |
| C U E R P O T É C N I C O                |    |                           |                                       |
| Entrenador                               |    | Bandera de México         | Johathan Ricardo Villegas Flores      |
| Asistente                                |    | Bandera de Venezuela      | Christopher Gutiérrez                 |
| J U G A D O R A S                        |    |                           |                                       |
| Ala-pívot                                | 3  | Bandera de Estados Unidos | Nadia Fingall                         |
| Base/ Escolta                            | 4  | Bandera de México         | Laura Alicia Pérez Ramírez            |
| Ala-pívot/Pívot                          | 6  | Bandera de México         | Hilda Alejandra Sánchez Sierra        |
| Base/ Escolta                            | 7  | Bandera de México         | Paulina Rodríguez Meza                |
| Alera                                    | 8  | Bandera de México         | Daniela Rodríguez Molinar             |
| Escolta/Alera                            | 9  | Bandera de México         | Loriette Maciel Arrieta (Inactiva)    |
| Escolta/Alera                            | 10 | Bandera de México         | Claudia Ramos Gutiérrez               |
| Alera/Ala-pívot                          | 11 | Bandera de México         | Olga Jimena Casillas Tapia (Inactiva) |
| Pívot                                    | 12 | Bandera de Canadá         | Emily Potter                          |
| Pívot                                    | 13 | Bandera de México         | Myriam Estela Lara Ackerman           |
| Base/ Escolta                            | 14 | Bandera de México         | María Fernanda Ruíz Leyva             |
| Escolta/Alera                            | 22 | Bandera de Estados Unidos | Alexis Monique Cortez                 |
| Base/ Escolta                            | 23 | Bandera de Estados Unidos | Arica Derris Carter                   |
| Escolta                                  | 24 | Bandera de Guyana         | Joy Alexis Brown-Adams                |
| Alera                                    | 32 | Bandera de Rusia          | Julia Gladkova                        |
| = Capitán                                |    |                           |                                       |

 =  Cuenta con nacionalidad mexicana. 